# Václav Širl
Václav Širl (* 18. srpna 1944) je bývalý československý reprezentant, významný horolezec 70. let 20. století, trenér a publicista, mistr sportu.
Jeho domácí tréninkovou oblastí byla pražská Divoká Šárka, mnoho let zde lezl i 300 dní v roce, někdy i sólo, nebo ráno před zaměstnáním, a v dalších letech i po úrazu (v časopisu Montana je pod fotografií přezdívaný jako Šárecký démon, stejně tak ho titulují Hospodářské noviny).
Lezení se věnuje i jeho syn Marek Širl, od roku 2016 předseda HO Hanibal.

## Výkony a ocenění
- 1973-1974: reprezentant ČSSR
- 1974: Výstup roku národní trenérské rady ČÚV ČSTV (SV stěna, Čančachi)[4]
- 1980-1983: člen Trenérské rady
- mistr sportu
- 2014: Čestné uznání České unie sportu[5]

### Výstupy
- 1971: S stěna, Eiger, Alpy
- 1972: S stěna, Aiguille du Triolet, Alpy – 3. výstup
- 1973: Žižinova cesta, Z stěna, Kjukjurtlju (4 623 m n. m.), Baksanské údolí – přechod na Z vrchol Elbrusu, kl. 5 B – J. Pechouš, F. Půlpán, P. Schnabl, V. Širl[6]
- 29.-31.7.1974: SV stěna, kl. 5 B, Čančachi, oblast Cej – prvovýstup a výstup roku (L. Benešová, J. Janiš, V. Širl, S. Talla)
- 1974: prostřední pilíř, kl. 5 B, J hřeben, Uilpata (4 646 m n. m.) – L. Benešová, J. Janiš, V. Širl
- 1976: Anglická cesta, Trollvegen
- 1981: Kavkaz
- přes 1200 pískovcových cest obtížnosti VII a těžších

### Prvovýstupy
- 47 prvovýstupů na pískovcových skalách

## Dílo
- Ivan Dieška, Václav Širl: Horolezectví zblízka, Olympia, Praha, 1989, 444 stran, 27-081-89 (překlad)
- Ivan Dieška, Václav Širl: Horolezectvo - encyklopédia, 1989, ISBN 80-7096-015-9 (slovensky)
- články v časopisech Hory, Minihory, Hotejl a Montana